# Uncial 093
Uncial 093 (numeração de Gregory-Aland), é um manuscrito uncial grego do Novo Testamento. A paleografia data o codex para o século 6.

## Descoberta
Codex contém o texto do Atos dos Apóstolos (24,22-25,5) e Primeira Epístola de Pedro (2,22-24; 3,1,3-7) em 2 folhas de pergaminho (25 x 18). O texto está escrito com duas colunas por página, contendo 24 linhas cada. Ele é um palimpsesto.
O texto grego desse códice é um representante do Texto-tipo Bizantino em Atos do Apóstolos. Kurt Aland colocou-o na Categoria V. Ele é um representante do Texto-tipo Alexandrino em I Pedro. Kurt Aland colocou-o na Categoria II.
Actualmente acha-se no Universidade de Cambridge (Taylor-Schechter Coll. 12,189) em Cambridge.